# Tazilly
Tazilly település Franciaországban, Nièvre megyében. Lakosainak száma 184 fő (2022. január 1.). Tazilly Fléty, Cressy-sur-Somme, Marly-sous-Issy, Luzy, Savigny-Poil-Fol és Ternant községekkel határos.

## Népesség
A település népessége az elmúlt években az alábbi módon változott:
| Lakosok száma | 241  | 215  | 205  | 198  | 194  | 191  | 188  | 186  | 184  |
|               | 2013 | 2015 | 2016 | 2017 | 2018 | 2019 | 2020 | 2021 | 2022 |